# Хансон, Энн
Энн Эллис Хансон (англ. Ann Ellis Hanson; род. 1935) — американский папиролог и антиковед, специалист по античной медицине и физиологии, а также социальной истории, в особенности женщин и семей.
Доктор философии, старший научный сотрудник Йельского университета. Лауреат стипендии Мак-Артура (1992).

## Биография
В Мичиганском университете получила степени бакалавра антиковедения (1957) и магистра античной истории (1963), занимаясь папирологией с профессором Herbert Youtie, а в Пенсильванском — также магистра (1969) и доктора философии по антиковедению (1971).
С 1998 года работает на кафедре антиковедения Йельского университета. Преподавала в Фордемском, Техасском, Мичиганском (1997—1999, профессор греческого и латинского языков) университетах, Intercollegiate Center for Classical Studies и Калифорнийском университете в Беркли. В 2005 и 2007 годах CTP Distinguished Visiting Lecturer.
Редактор и соавтор On Government and Law in Roman Egypt: Collected Papers of Naphtali Lewis (1995).